# غريس روزفلت
غريس روزفلت (بالإنجليزية: Grace Roosevelt)‏ مواليد 3 يونيو 1867 في نيويورك، الولايات المتحدة - الوفاة 29 نوفمبر 1945 في نيويورك، الولايات المتحدة، كانت لاعبة كرة مضرب أمريكية وكانت تلعب باليد اليمنى. كما أنها إحدى بطلات الجراند سلام.

## النهائيات

### الزوجي (الألقاب 1, الوصافة 1)
| الحصيلة | السنة | البطولة                     | الأرضية | الشريك                       | المنافس في النهائي           | النتيجة في النهائي |
| ------- | ----- | --------------------------- | ------- | ---------------------------- | ---------------------------- | ------------------ |
| الفوز   | 1890  | بطولة أمريكا المفتوحة للتنس | عشبية   | إيلين روزفلت                 | مارجريت بالارد بيرثا تاونسند | 6–1, 6–2           |
| الوصافة | 1891  | بطولة أمريكا المفتوحة للتنس | عشبية   | مابل كاهيل إيما ليفيت مورغان | إيلين روزفلت                 | 6–2, 6–8, 4–6      |

### الزوجي المختلط (الألقاب 1, الوصافة 1)
| الحصيلة | السنة | البطولة                     | الأرضية | الشريك                | المنافس في النهائي     | النتيجة في النهائي |
| ------- | ----- | --------------------------- | ------- | --------------------- | ---------------------- | ------------------ |
| الفوز   | 1889  | بطولة أمريكا المفتوحة للتنس | عشبية   | أيه إي رايت           | بيرثا تاونسند جي تي لي | 6–1, 6–3, 3–6, 6–3 |
| الوصافة | 1891  | بطولة أمريكا المفتوحة للتنس | عشبية   | مابل كاهيل إم آر رايت | جي تي لي               | 4–6, 0–6, 5–7      |